# Reign (film)
Pour les articles homonymes, voir Reign.
Pour plus de détails, voir Fiche technique et Distribution.
Reign (Règne) est un film canadien écrit et réalisé par Corey Misquita, sorti en 2015.
Reign est un film lesbien sur les tourments de l’adolescence. Une première version de Reign en court-métrage (10 min), également écrite par Corey Misquita mais réalisée par Mark Pettit, est sortie en 2013 avec dans les rôles principaux Bea Santos et Maria Asofiei.

## Synopsis
Brooke (Samantha Weinstein), une lycéenne  très populaire, et Charlie (Jordan Todosey), une lycéenne  beaucoup moins populaire, entretiennent une liaison amoureuse secrète. Lorsqu'une vidéo les montrant dans une position intime est diffusée au lycée, leur amitié de longue date est mise à rude épreuve. Refusant de perdre son statut, Brooke se met à devenir l’une des harceleuses de Charlie.

## Fiche technique
- Titre original : Reign
- Réalisation : Corey Misquita
- Scénario : Corey Misquita
- Décors : Kristina Mitskopoulos
- Costumes : Erika Fortin
- Montage : Tiffany Beaudin, Kyle Dunbar
- Musique : Matthew Chung
- Photographie : Zack Ready
- Casting : Jenn Robbins
- Direction artistique : Erika Fortin, Andrea Chia-Lin Tsung
- Production :
  - Producteur : Yusuf Alvi
  - Producteurs exécutifs : Anneli Ekborn, Eva Ziemsen
- Sociétés de production : Humber College
- Budget :
- Pays d'origine :  Canada
- Langue originale : anglais canadien
- Format : couleur - 2.35 : 1 - Sony F3
- Genre : Drame
- Lieux de tournage : Toronto, Ontario, Canada
- Durée : 70 minutes
- Date de sortie :
  - Canada : 16 juin 2015 (Female Eye Film Festival)

## Distribution
- Jordan Todosey : Charlie
- Samantha Weinstein : Brooke
- Julian Richings : monsieur Ian
- Corina Bizim : Samantha
- Kyal Legend : Natalie
- Rudy Novak : Terry
- Marlaina Andre : mademoiselle Robbins
- Jane Hailes : Joan
- Eve Wylden : Maya
- Brent Crawford : James
- Sofie Uretsky : Beth
- Jay Dawani : l'étudiant no 1